# Centri Anticrimine Natura
I Centri Anticrimine Natura (CAN) sono delle unità militari del Comando carabinieri per la tutela forestale e parchi, istituite nel 2018 in alcune regioni a statuto speciale, dove sono presenti Corpi forestali regionali.

## Compiti

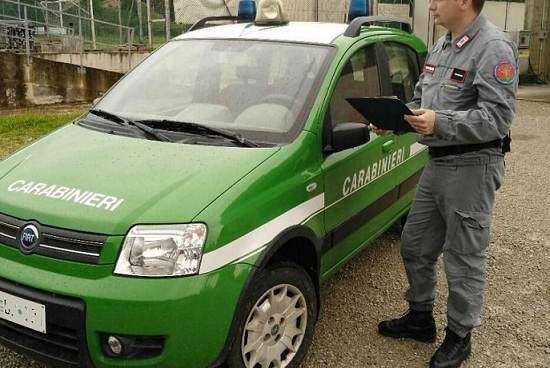
Carabiniere forestale del Centro anticrimine natura di Palermo

Sono reparti forestali, istituiti nel 2018 in queste regioni, con competenze presidiarie e prive di una particolare connotazione specialistica e operano a fianco dei Corpi forestali regionali. 
Si occupano anche di investigazioni in ambito ambientale, delle attività di tutela e controllo dei parchi nazionali presenti nelle regioni a statuto speciale, e della tutela delle specie di fauna e flora protette (CITES).

## Organizzazione
I CAN sono cinque, oltre a un distaccamento. Questi i Centri attivi:
- Palermo
- Catania
- Agrigento
- Cagliari
- Udine
  - Distaccamento di Tolmezzo[1]

In ciascun Centro è presente un Nucleo Investigativo di Polizia Ambientale, Agroalimentare e Forestale (NIPAAF) e un Nucleo o distaccamento Cites.
Non essendo presenti Comandi Regione Carabinieri Forestale nelle regioni autonome, i tre CAN presenti in Sicilia dipendono dal Comando Regione CC Forestale Calabria, quello di Udine dal Veneto, e quello di Cagliari dal Lazio.